# ゲーム (ラッパー)
ゲーム（Game、The Game、本名: Jayceon Terrell Taylor、1979年11月29日 - ）は、アメリカ合衆国カリフォルニア州コンプトン出身のコーラス歌手、俳優である。身長193cm。

## バイオグラフィー

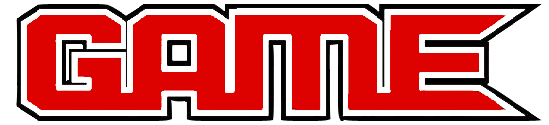
ゲームのロゴ

ゲームはロサンゼルスで生まれた。育ったのは、ギャンググループであるクリップスのテリトリーとして知られている、カリフォルニア州コンプトンのサンタナ・ブロックという地域だが、成長してからは対立するグループのブラッズのメンバーとなった。ちなみに、ゲームというニックネームは祖母が名付けた。5歳のころに姉に対する暴行で父が起訴され、それがきっかけでカリフォルニアのカーソンで、8年間里親の家族と生活、13歳の時に母と復縁した。コンプトン高校を卒業後、ワシントン州立大学にバスケットボールの奨学金で入学。そこでドラッグ・ディーラーでひと儲け考えたが、ドラッグの取引に失敗し2001年に拳銃で5ヶ所撃たれ、3日間昏睡状態になった。その病床でラッパーとして成功する為にいろいろなアルバムを聴き漁る。
ベイエリア大物プロデューサー、JT・ザ・ビガ・フィガが2002年LAで行われたライブを見て驚き自身のレーベル、ゲット・ロウ・レコーズ（Get Low Recordz）に招き入れる。アップ・カマーの紹介でドクター・ドレーと出会いアフターマス（Aftermath Entertainment）と契約、その頃に50セントと出会い、ドレーと50セントをエグゼクティブ・プロデューサーに迎えたデビューアルバム『The Documentary』をリリース（当初はN.W.A Vol.1と言うタイトルにするつもりであった）。大ヒットし、収録曲の1つである『Hate It or Love It』が、グラミー賞において2部門にノミネートされた。
2006年に50セントとの確執からアフターマスを離脱し、ゲフィンに移籍。2006年11月14日、2ndアルバムの『Doctor's Advocate』をリリース。ドクター・ドレーのことに関して、「相変わらず尊敬しているし、仲が険悪になっているわけではない」と本人は語っており、タイトルも「ドクター（ドレー）の支持者」となっているが、2ndアルバムにドレーのプロデュース曲は収録されていない。しかし、彼が尊敬するナズの『Hustlers featuring The Game and Marsha Ambrosius』はドレーがプロデュースしている。 
2008年8月26日、自身にとっての3枚目のアルバム『LAX』リリースした。『LAX』を最後にラッパーとして引退すると宣言していたが、後日ライブにて4枚目のアルバムを制作中であると明かした。

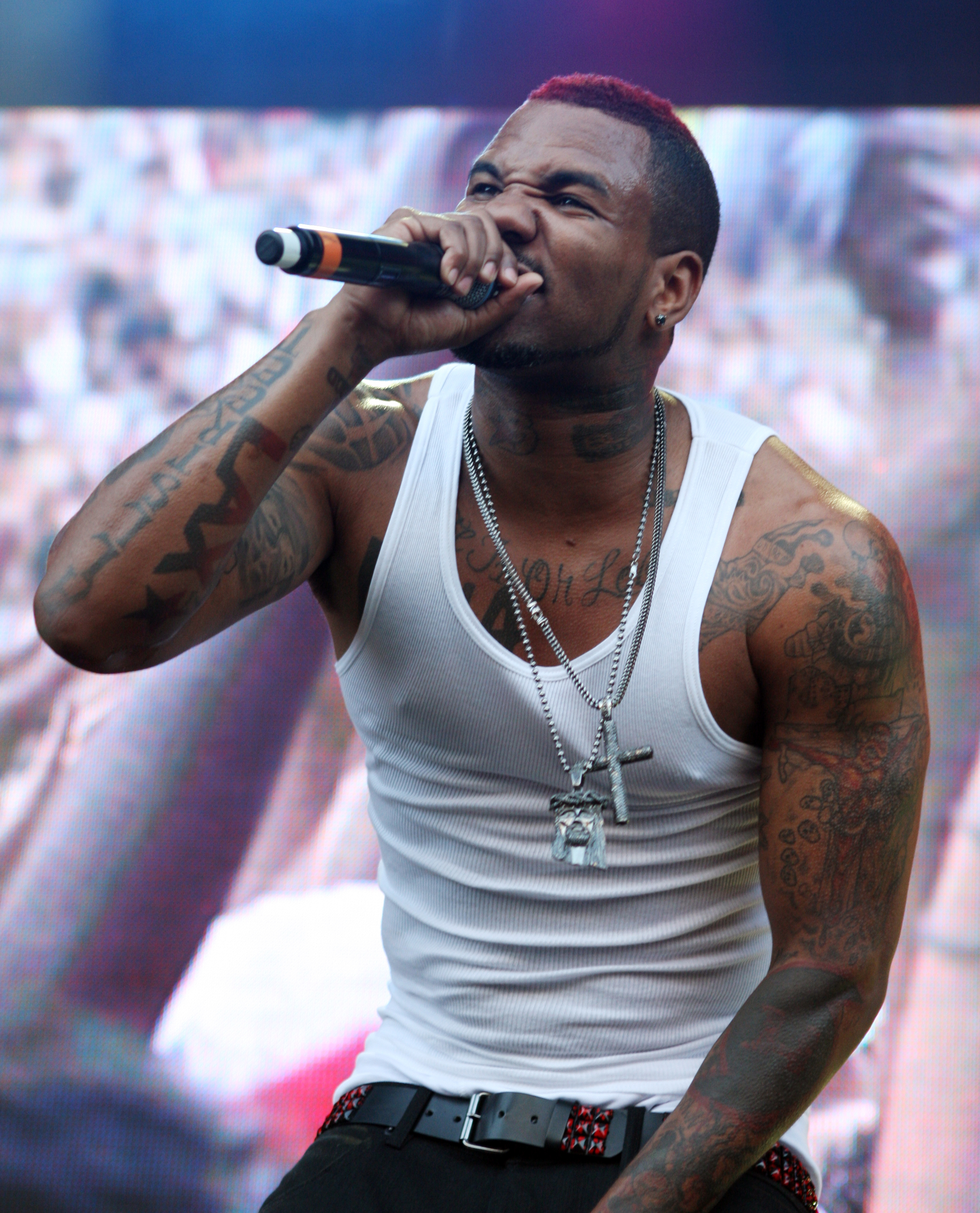
ライブでのThe Game（2011年）

2011年8月23日、ファレル・ウィリアムスをエグゼクティブ・プロデューサーに迎え、4枚目のアルバム『The R.E.D. Album』をリリースした。本作ではドクター・ドレーが『Drug Test』でゲストとして参加している他、アルバム全体のナレーションを行なっている。ドクター・ドレーがゲームのアルバムに参加するのは、『The Documentary』以来となる。ゲストにはドクター・ドレーの他、リル・ウェイン、ドレイク、クリス・ブラウン、トレイ・ソングス、スヌープ・ドッグ、リック・ロス、ヤング・ジージー、ネリー・ファータドらが参加している。全米チャートでは、『Doctor's Advocate』以来となる初登場1位を獲得した。
2012年12月11日、カニエ・ウェスト、コモン、ミーク・ミル、2チェインズ、トレイ・ソングス、ケンドリック・ラマー、リック・ロス、ヤング・ジージー、プシャ・T、リル・ウェイン、ビッグ・ショーン，J・コール、ジェイミー・フォックス、ウィズ・カリファ，タイガ、クリス・ブラウンなどをゲストに迎え，5枚目のアルバム『Jesus Piece』をリリースした。このアルバムのジャケットで，赤をチームカラーとする西海岸のギャング、ブラッズ(Bloods)を思わせる赤いバンダナを口に巻いた、キリスト姿のゲームのイラストが使用されており、物議を醸した．

## 他のアーティストとのビーフ
ゲームは激しい言動からよくビーフの対象にされる。
- ジョー・バドゥン（Joe Budden）
- ヤックマウス（Yukmouth）
- デス・ロウ・レコーズ（Death Row）
  - シュグ・ナイト（Suge Knight）
- ロカ・フェラ・レコード（Roc-A-Fella Records）
  - ジェイ・Z（Jay-Z）
  - メンフィス・ブリーク（Memphis Bleek）
  - ヤング・ガンズ（Young Gunz）
- Gユニット・レコーズ
  - 50セント（50 Cent）
  - ロイド・バンクス（Lloyd Banks）
  - トニー・イエイヨー（Tony Yayo）
  - ヤング・バック（Young Buck）
  - スパイダー・ロック（Spider Loc）
  - メイス（Mase）
  - モブ・ディープ（Mobb Deep）
  - M.O.P.

## 出演映画
- フェイク シティ ある男のルール Street's Kings (2009)
- L.A.デンジャラス Waist Deep (2006)

## ディスコグラフィー

### アルバム
| 2005                                      | The Documentary     | - 発売日: 2005年1月18日 - レーベル: G-Unit, Aftermath, Interscope - フォーマット: CD, cassette, digital download - 全米売上: 490万枚 | 1 | 42 | 1  | 11 | 3  | 11 | 8  | 7  | - US: 2× プラチナ - AUS: ゴールド - CAN: プラチナ - IRL: プラチナ - NZ: プラチナ - UK: プラチナ |
| 2006                                      | Doctor's Advocate   | - 発売日: 2006年11月14日 - レーベル: Geffen - フォーマット: CD, digital download - 全米売上: 230万枚                                 | 1 | 28 | 2  | 29 | 8  | 24 | 15 | 21 | - US: プラチナ - NZ: ゴールド - UK: ゴールド                                                    |
| 2008                                      | LAX                 | - 発売日: 2008年8月26日 - レーベル: Geffen - フォーマット: CD, digital download - 全米売上: 76.5万枚                                 | 2 | 12 | 2  | 33 | 8  | 18 | 8  | 9  | - UK: シルバー                                                                                  |
| 2011                                      | The R.E.D. Album    | - 発売日: 2011年8月23日 - レーベル: DGC, Interscope - フォーマット: CD, digital download - 全米売上: 39万枚                          | 1 | 12 | 2  | 22 | 7  | 27 | 7  | 14 |                                                                                                 |
| 2012                                      | Jesus Piece         | - 発売日: 2012年12月11日 - レーベル: DGC, Interscope - フォーマット: CD, digital download - 全米売上: 28.1万枚                       | 6 | —  | 16 | —  | —  | —  | —  | 76 |                                                                                                 |
| 2015                                      | The Documentary 2   | - 発売日: 2015年10月9日 - レーベル: Blood Money, eOne - フォーマット: CD, digital download - 全米売上: 16.6万枚                      | 2 | —  | 3  | 22 | 10 | 5  | 9  | 4  |                                                                                                 |
| 2015                                      | The Documentary 2.5 | - 発売日: 2015年10月16日 - レーベル: Blood Money, eOne - フォーマット: CD, digital download - 全米売上: 5.3万枚                      | 6 | —  | 8  | 45 | 32 | 24 | 20 | 23 |                                                                                                 |
| 2016                                      | 1992                | - 発売日: 2016年10月14日 - レーベル: Blood Money, eOne - フォーマット: CD, digital download - 全米売上: 2.5万枚                      | 4 | 19 | 14 | 91 | 33 | —  | 45 | 38 |                                                                                                 |
| "—"は未発売またはチャート圏外を意味する。 |                     | |   |    |    |    |    |    |    |    |                                                                                                 |

### シングル
- Westside Story
- How We Do
- Hate It or Love It
- Dreams
- Put You on the Game
- It's Okay (One Blood)
- It's Okay featuring Hip Hop (One Blood Remix)※総勢20人以上のラッパーを迎えたマイクリレー作品

（他にも非公式のWest Coast Remix（L.A.などの、アメリカ西海岸）やDirty South Remix（アトランタなどの、南部）が存在する。）
- Let's Ride
- Wouldn't Get Far
- Game's Pain
- Dope Boys
- My Life
- House of Pain

### ミックステープ
- You Know What It Is Vol. 1（2003年）
- JT the Bigga Figga Presents... Untold Story（2004年）
- You Know What It Is Vol. 2（2004年）
- Welcome To Compton Vol. 1
- Welcome To Compton Vol. 2
- Welcome To Compyon Vol. 4
- Welcome To Compton Vol. 5

```
 ＊Vol. 3の存在は不明
```

- West Side Connection (How The West Was Won): Red Tape (The Game & Snoop Dogg)
- West Side Connection (How The West Was Won): Blue Tape (The Game & Snoop Dogg)
- West Coast Resurrection（2005年）
- Untold Story: Volume II（2005年）
- Untold Story: Volume II(chopped & Screwed)
- You Know What It Is Vol. 3（2005年）
- Ghost Unit（2005年）
- The Dope Game（Mick Boogie & The Game）（2005年）
- The Dope Game Vol. 2 (Mick Boogie & The Game)
- The Game VS Og Daddy V: Straight Outta Compton (2006年)
- Kings Of The West（Snoop & The Game）（2006年）
- Stop Snitchin, Stop Lyin（2005年）※インタビューなどを収めたDVD有り（別売り）
- G.A.M.E.（2006年）
- The Black Wall Street Journal, Vol. 1（DJ Skee, Nu Jerzey Devil, The Game & Black Wall Street）（2006年）
- You Know What It Is, V.1（Game & DJ Ray）（2006年）
- You Know What It Is, V.2（Game & B.W.S.）（2006年）
- You Know What It Is, V.3（The Game, DJ Skee & Nu Jersey Devil）（2006年）
- It's Game Time!（DJ Mello）（2006年）
- The Face of LA（The Game & DJ Exclusive）（2006年）
- The Game: Let The Game Begin（DJ Scream & Game）（2006年）
- Game Time（DJ Scream & Game）（2006年）
- Black Monday (2007年)
- You Know What It Is Vol.4 (Nu Jerzey Devil & Dj Skee Present) (2007年)
- The Red Room (2010年)
- Brake Lights (2010年)
- Purp & Patron (2011年)
- Purp & Patron: The Hangover (2011年)
- Hood Morning (No Typo): Candy Coronas (2011年)
- California Republic (2012年)

※他多数